# Nürnberger Witz
Mit Nürnberger Witz bezeichnete man den Einfallsreichtum der Nürnberger Erfinder und Handwerker, der zwischen dem 15. und 17. Jahrhundert legendär wurde. Das Wort Witz ist hier im Wortsinn als praktischer Verstand, technisches Geschick und Erfindungsgabe zu verstehen. Bis heute wird die Bezeichnung für bedeutende Nürnberger Innovationen verwendet.

## Geschichte
Bereits während des Hochmittelalters hatten es die Nürnberger Händler verstanden, die zentrale Lage der freien Reichsstadt Nürnberg und Kaiserstadt in Europa strategisch zu nutzen. Die Nürnberger Waren wurden in alle wichtigen europäischen Städte gebracht und dort verkauft. Im Gegenzug erhielten die Händler wiederum exotische Waren, die sie in die Stadt mitbrachten. Außerdem brachten sie etwas noch viel wertvolleres mit, das Wissen und die Technik aus allen Ecken der bekannten Welt.
Das Vorhandensein dieser Faktoren führte dazu, dass den findigen Nürnberger Handwerkern unendlich viele Möglichkeiten zur Verfügung standen, bestehende Produkte zu verbessern, oder völlig neue Ideen in die Realität umzusetzen. Hinzu kam die Fähigkeit der Nürnberger Handwerker, neue Erfindungen und deren Bedeutung schnell und richtig einschätzen zu können, und sich dadurch einen Wettbewerbsvorteil zu schaffen.
Ab dem 15. Jahrhundert konnten sich die Handwerker der Stadt einen gewissen Wissensvorsprung vor dem übrigen Reich erarbeiten. Weil aus Nürnberg immer wieder neue Ideen und Erfindungen kamen, bewunderten die meisten anderen Städte die Gewitztheit der Nürnberger Tüftler. Aus dieser Bezeichnung wurde schließlich der Nürnberger Witz, der bis heute für den Einfallsreichtum der Nürnberger steht.

## Beispiele
Der Nürnberger Witz hat viele verschiedene Facetten in verschiedensten Bereichen in Kunst und Forschung. Als bekannte Erfinder, auf die diese Bezeichnung zutrifft, gelten:
- Anton Koberger (1440–1513), berühmter Verleger, machte Nürnberg zum Zentrum des Buchdrucks
- Peter Henlein (1449/80–1542), der Erfinder der ersten Taschenuhr
- Martin Behaim (1459–1507), reisender Tuchhändler und Konstrukteur des ältesten, heute noch bestehenden Globus der Neuzeit
- Albrecht Dürer (1471–1528), berühmter Maler und einer der Wegbereiter des Druckes
- Konrad Heinfogel († 1528), Mathematiker und Astronom
- Martin Löffelholz von Kolberg († 1533), Pfleger des Pflegamts Lichtenau, schuf 1503 den Löffelholz-Codex, eine bedeutende technologische Bilderhandschrift (heute in Krakau)[2][3]
- Paul Pfinzing (1554–1599), Ratsherr, Kaufmann und Kartograph, Erschaffer des Pfinzing Atlas

Außerdem waren die Nürnberger Handwerker des 15. und 16. Jahrhunderts führend bei der Herstellung von Draht, im Schmiedehandwerk, im Kunsthandwerk, bei der Herstellung von Messwerkzeug und in der Kartografie. So stammen auch eine der ersten Feuerspritzen (1655), der Fingerhut und die Klarinette (1690) aus der Frankenstadt.

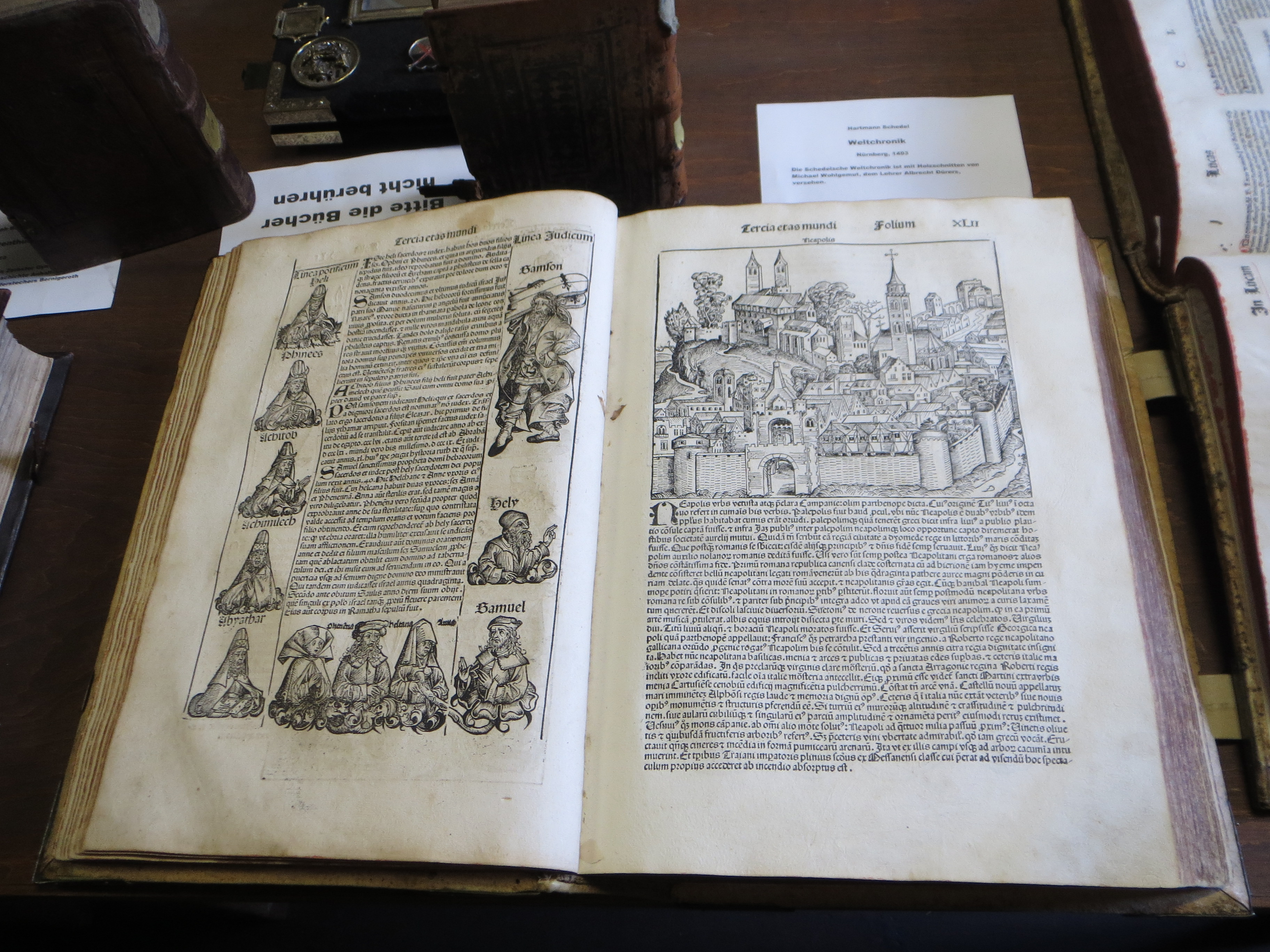
Schedelsche Weltchronik von Hartmann Schedel, 1493 verlegt von Anton Koberger
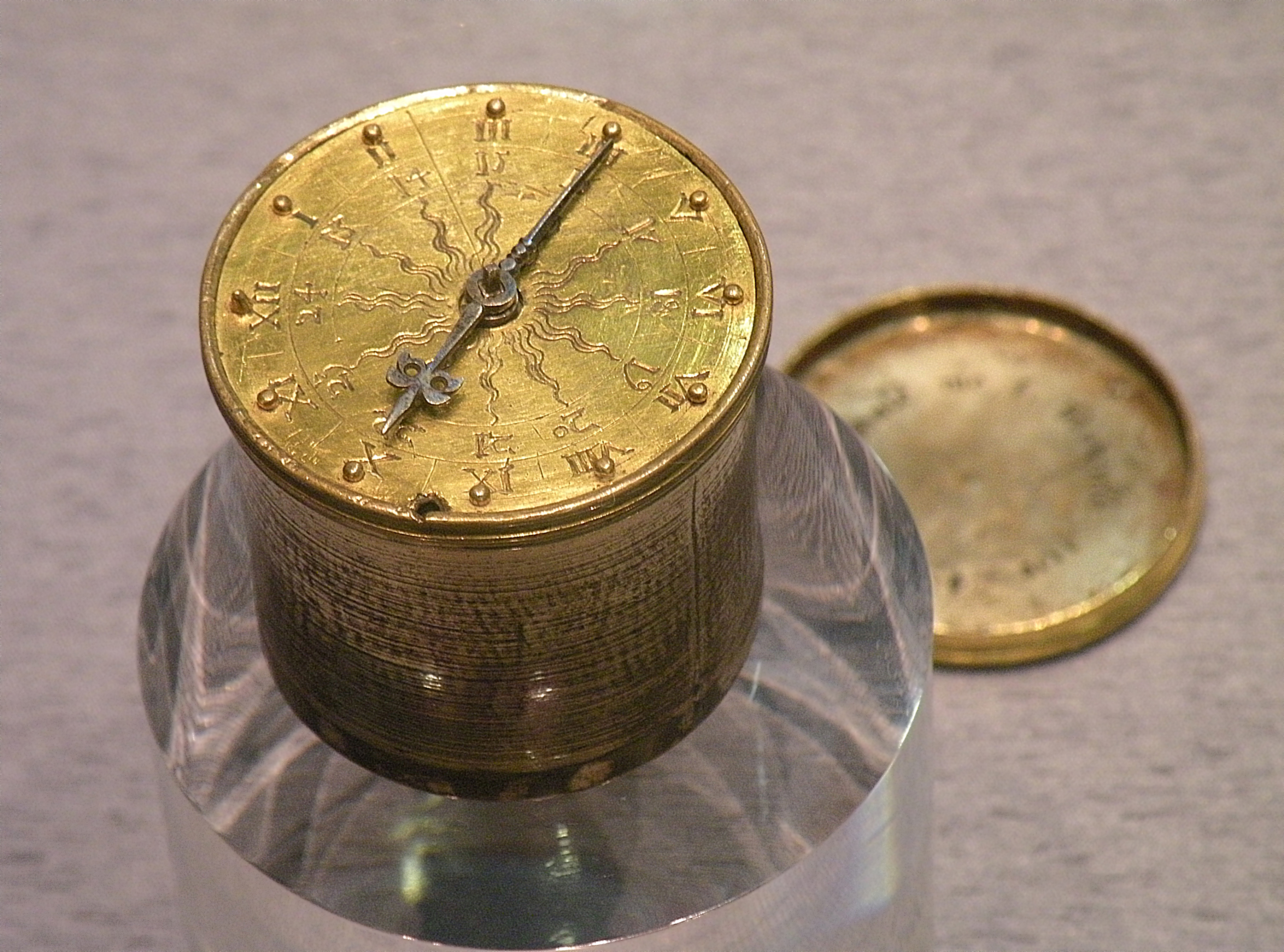
Tragbare Uhr (nach Peter Henlein)
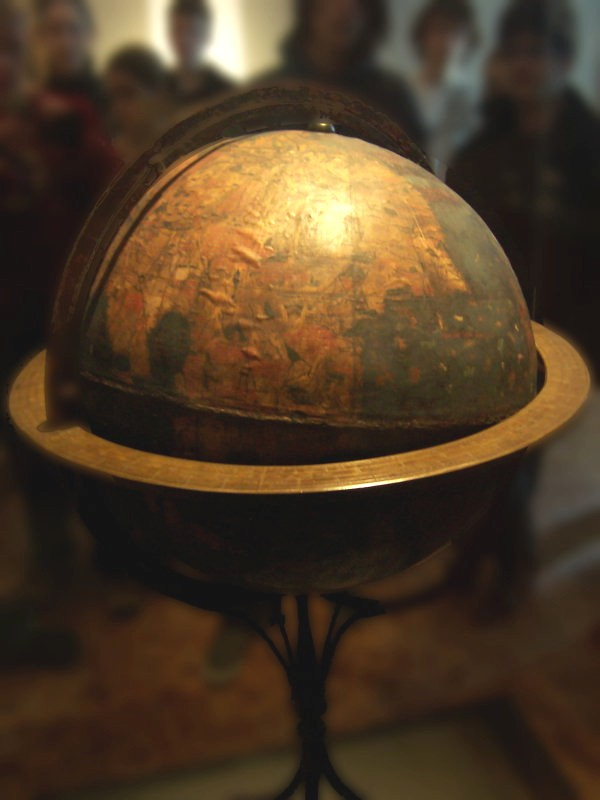
Martin Behaims Erdapfel im Germanischen Nationalmuseum, Nürnberg
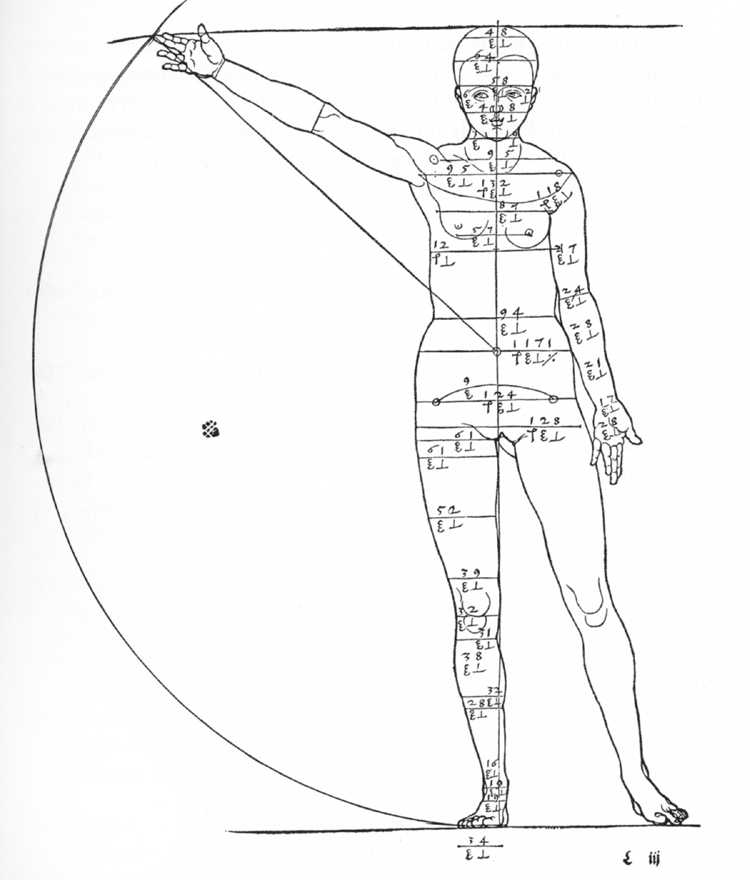
Albrecht Dürer: Figur einer Frau in langsamer Bewegung (1528)
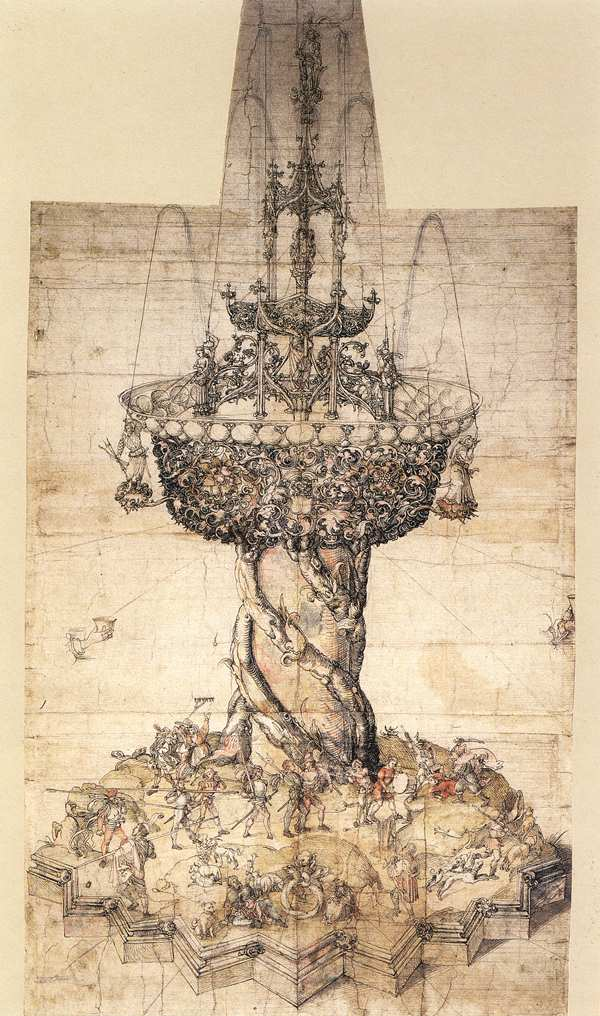
Dürer: Zeichnung eines Tischbrunnens
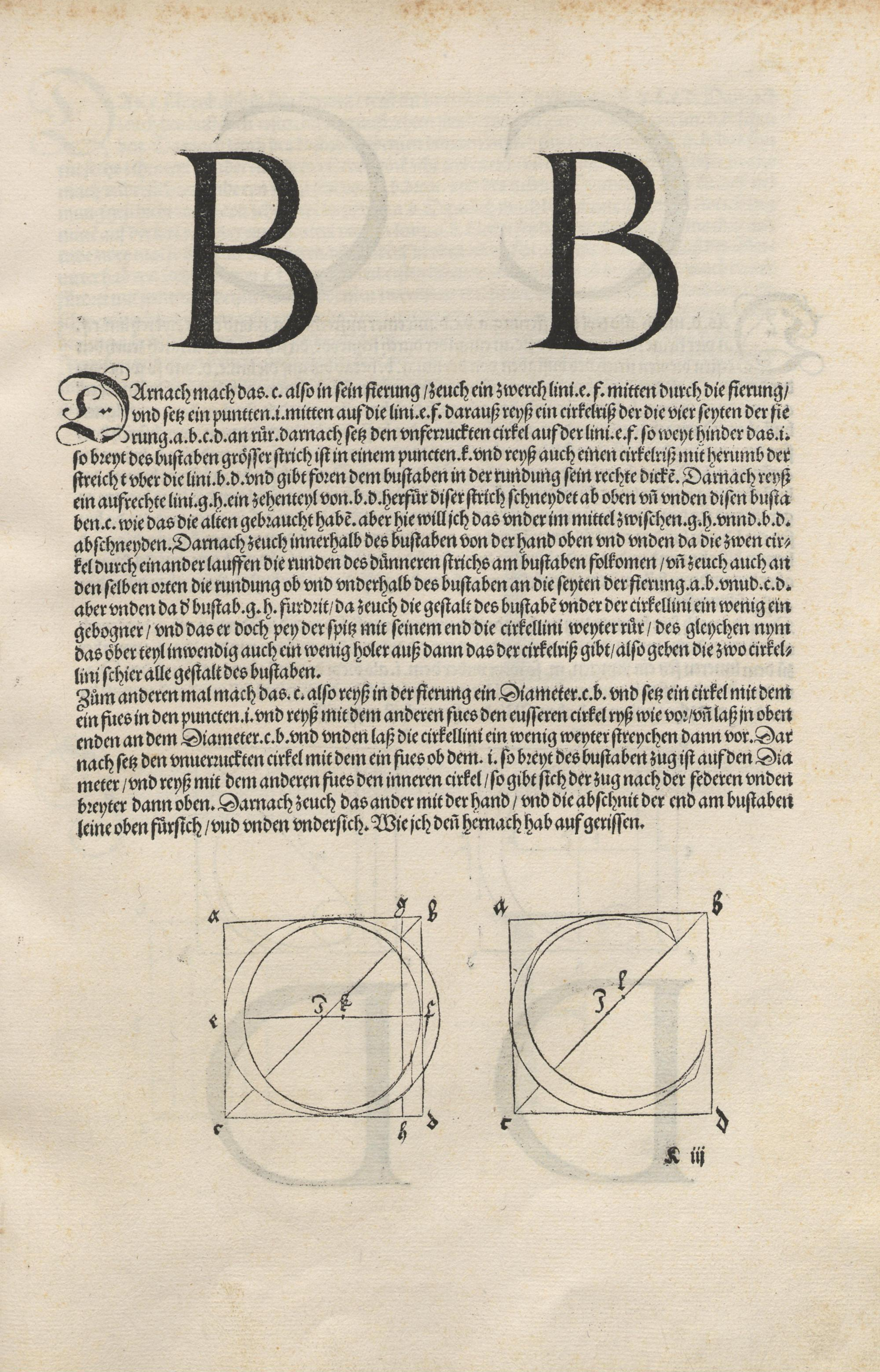
Dürer: Underweysung der Messung, mit dem Zirckel und Richtscheyt, in Linien, Ebenen unnd gantzen corporen (1525)
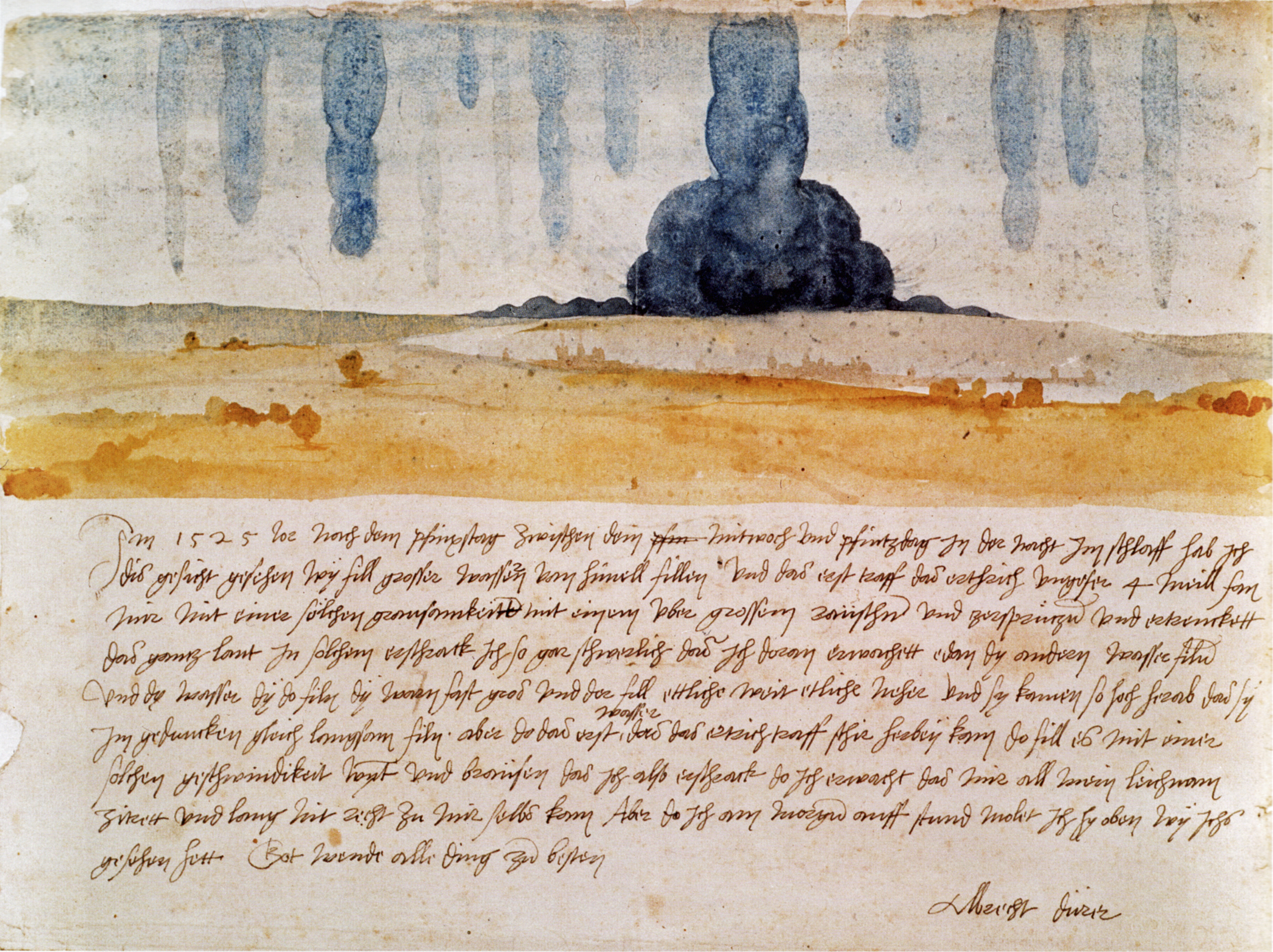
Dürer: Traumgesicht (1525)
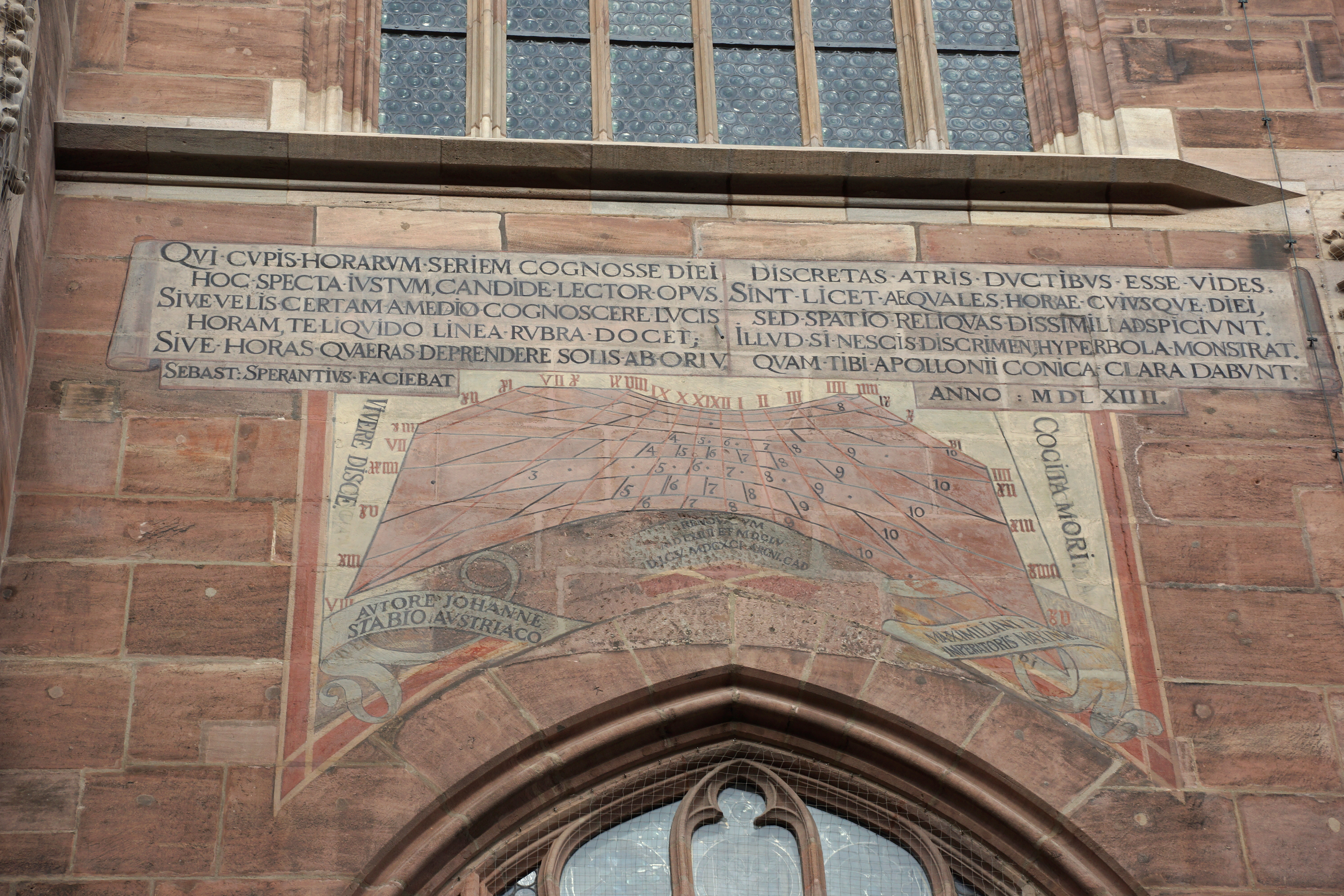
Sonnenuhr von Johannes Stabius an St. Lorenz (Nürnberg)
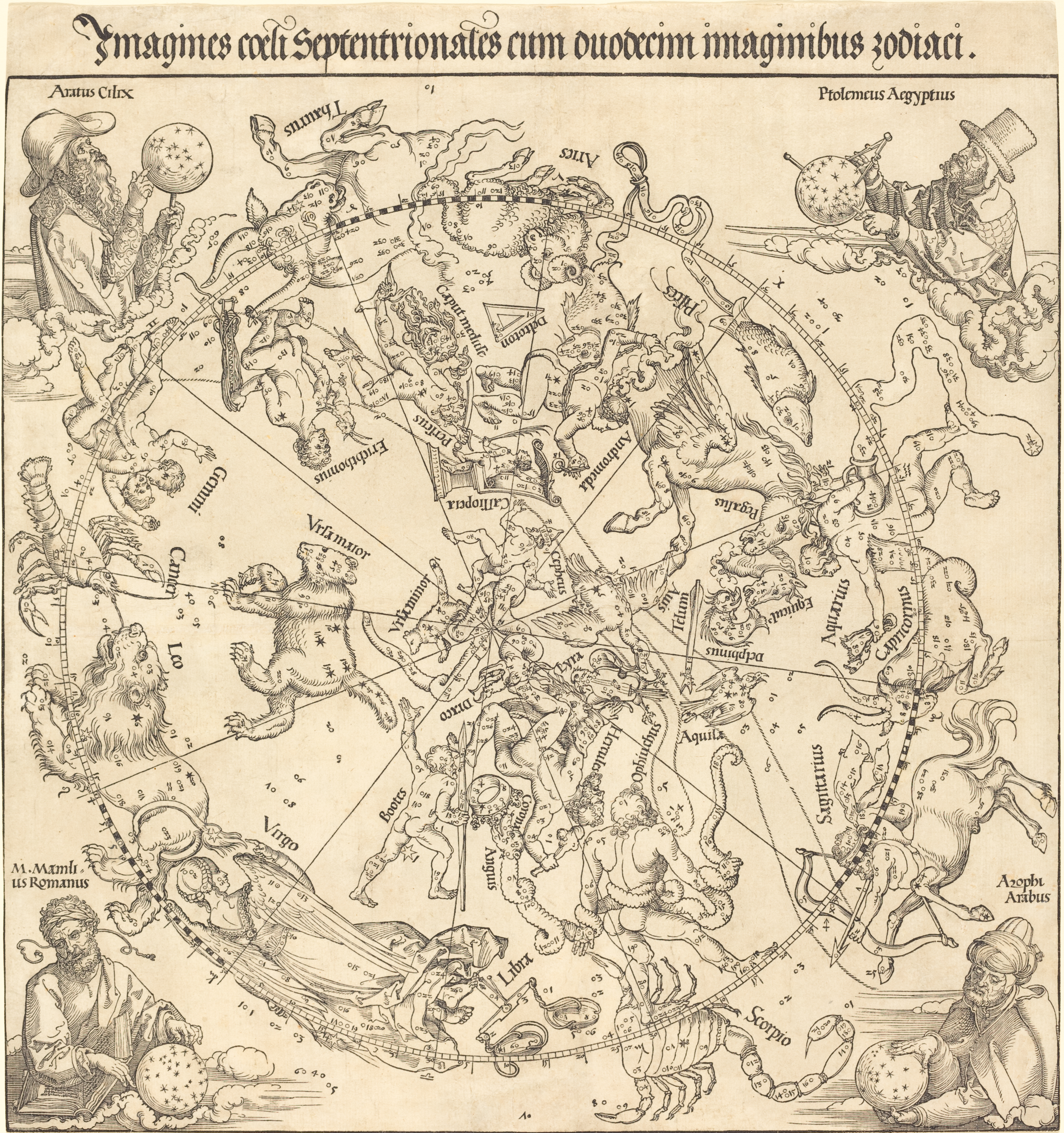
Nördlicher Himmel von Dürer, Stabius und Heinfogel
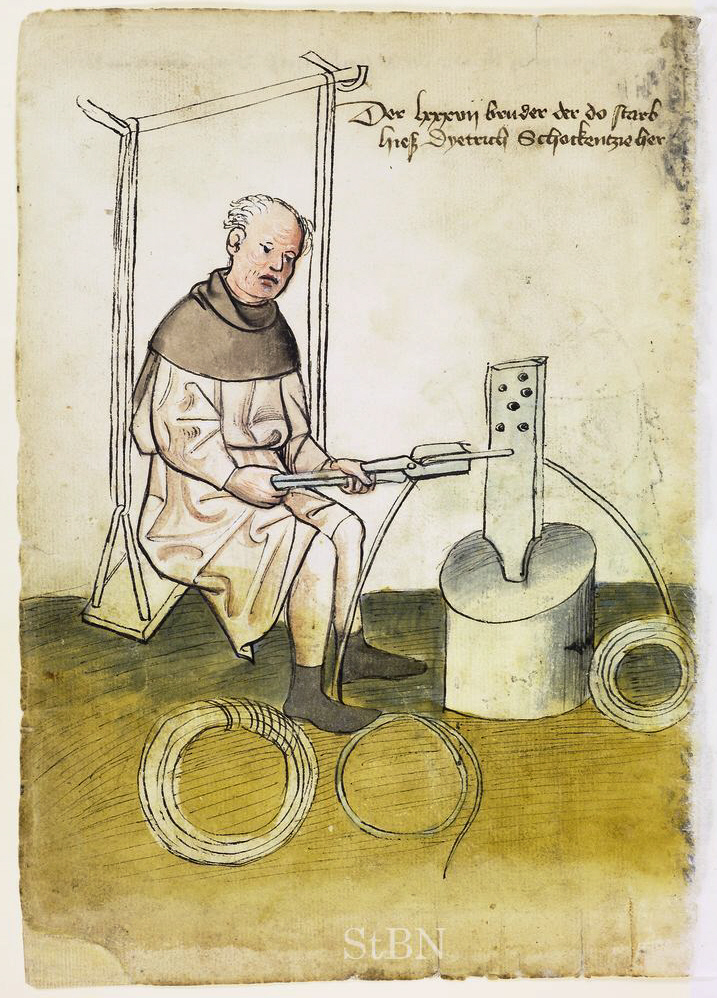
Der Drahtzieher Dietrich Schockenzieher, um 1425. Der mechanische Drahtzug war eine bahnbrechende Nürnberger Erfindung des 14. Jahrhunderts.

## Nürnberger Witz heute
Bis heute hat sich der Begriff Nürnberger Witz erhalten. Immer wieder brachte die Stadt namhafte Erfinder und wegweisende Neuerungen hervor. Während der Industriellen Revolution erarbeitete sich Nürnberg vor allem in der Metallverarbeitung eine führende Rolle. Die Eisengießerei und Maschinenfabrik Klett & Comp. wurde später eine Basis der MAN, der Nürnberger Sigmund Schuckert war ein Pionier der Elektrotechnik. Neben der bereits erwähnten Drahtherstellung wurde vor allem das Nürnberger Blechspielzeug weltberühmt. Auch andere Erfindungen, wie das Tempotaschentuch, der erste deutsche Versandhauskatalog der Firma Quelle, die Video 2000 Anlage von Grundig werden zumindest von Nürnbergern zu den modernen Vertretern des Nürnberger Witzes gerechnet. Die Friedrich-Alexander-Universität Erlangen-Nürnberg unterhält einen Lehrstuhl für Wirtschafts-, Sozial- und Technikgeschichte, den u. a. Hermann Kellenbenz und Wolfgang Stromer von Reichenbach innehatten.
Neuere Forschungsprojekte im Bereich der satellitengestützten Planung und Steuerung von Baumaschinen sehen sich ebenfalls dieser Tradition zugehörig. Der Nürnberger Bürgermeister Ulrich Maly meinte dazu 2007: „Und auch der „Nürnberger Witz“ ist seit dem späten Mittelalter sprichwörtlich. Der „Nürnberger Witz“ begründet sich im Erfindergeist und technischen Einfallsreichtum ortsansässiger Handwerker, Künstler und Erfinder. „Nürnberger Witz“ ist die wohl kürzeste Charakterisierung einer Fähigkeit, gute Ideen zu echten Markterfolgen zu entwickeln. Diese Tradition findet auch im 21. Jahrhundert ihre Fortsetzung.“
Im Nürnberger Fembohaus wurde 2009 durch eine Ausstellung Meisterwerk & Massenware. „Nürnberger Witz“ der Nürnberger Erfindergeist quer durch sieben Jahrhunderte vorgestellt.

## Redewendungen
Der Ausdruck fand Niederschlag in mehreren Redewendungen, zum Teil aus dem Spätmittelalter:
- Nürnberger Witz, Strassburger Geschütz, Augsburger Geld geht durch alle Welt.
- Nürnberger Witz und künstliche Hand findet (sucht sich) Wege durch alle Land.
- Nürnberger Witz und Tand sind durch die Welt bekannt.